# Zaire-Flösselhecht
Der Zaire-Flösselhecht (Polypterus delhezi) ist eine Art aus der Familie der Flösselhechte (Polypteridae). Die Fische leben im mittleren Stromgebiet des Kongo in Flüssen, Seen und überfluteten Gebieten. Wie alle Flösselhechte lebt er bodennah und ernährt sich räuberisch von kleineren Tieren.

## Merkmale
Polypterus delhezi wird maximal 44 Zentimeter lang. Der Oberkiefer ist etwas länger oder gleich lang wie der Unterkiefer. Auf dem Rücken hat er 10 bis 13 der für Flösselhechte typischen Flössel. Die Afterflosse hat 11 bis 14 Flossenstrahlen. Die Brustflossen reichen angelegt nicht bis zum ersten Flössel. Ober- und Unterkiefer sind gleich lang, oder der Unterkiefer ist etwas kürzer.
Wie bei allen Flösselhechten ist sein Körper mit harten Ganoidschuppen bedeckt. Die Anzahl der Schuppen entlang des Seitenlinienorgans beträgt 52 bis 58, eine Reihe rings um den Körper hat 36 bis 40 Schuppen. Vor den Flösseln befinden sich 12 bis 17 Schuppen.
Die Fische sind olivgrau, der Bauch gelblich oder weiß. Auch die Unterseite des Kopfes ist heller. An den Flanken hat Polypterus delhezi sieben bis acht unregelmäßige, aber deutlich sichtbare schwarze Querbinden die vom Rücken bis zur Seitenmitte reichen. Die Flossen sind gelb mit schwarzen oder braunen Punkten oder einer dunklen Querzeichnung. 
Polypterus delhezi pflanzt sich während der Regenzeit fort.